# Legends Cup (LFL)

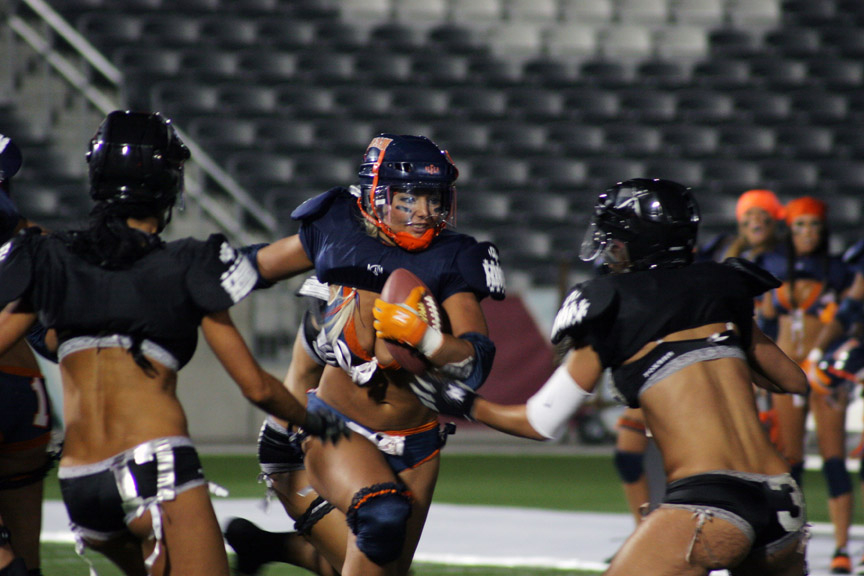
Match de LFL en 2009

La Legends Cup, anciennement appelée Lingerie Bowl de 2004 à 2013, est un match de football américain féminin joué en indoor, où les joueuses évoluent en sous-vêtements. Depuis 2010, il s'agit de la finale du championnat de l'Extreme Football League (initialement dénommée Lingerie Football League puis Legends Football League). 
Créé en 2004, ce match a d'abord été une alternative au show de la mi-temps du Super Bowl, puis le premier championnat de Lingerie Football League (LFL) est créé en 2009 pour la saison 2009-2010. Le Lingerie Bowl devient alors la finale du championnat de la LFL, à l'issue d'une courte saison d'un championnat comprenant huit équipes. 
Ce programme est diffusé en pay per view aux États-Unis.

## Palmarès
| Lingerie Bowl      | Date                                         | Vainqueur                                    | Score                                        | Finaliste                                    |
| ------------------ | -------------------------------------------- | -------------------------------------------- | -------------------------------------------- | -------------------------------------------- |
| Lingerie Bowl I    | 1er février 2004                             | Team Dream (en)                              | 06-0                                         | Team Euphoria (en)                           |
| Lingerie Bowl II   | 6 février 2005                               | Temptation de Los Angeles (en)               | 0?-0?                                        | Team Euphoria (en)                           |
| Lingerie Bowl III  | 5 février 2006                               | Euphoria de New York                         | 13-12                                        | Temptation de Los Angeles (en)               |
| Lingerie Bowl IV   | Annulé                                       | Annulé                                       | Annulé                                       | Annulé                                       |
| Lingerie Bowl V    | Annulé                                       | Annulé                                       | Annulé                                       | Annulé                                       |
| Lingerie Bowl VI   | Annulé                                       | Annulé                                       | Annulé                                       | Annulé                                       |
| Lingerie Bowl VII  | 6 février 2010                               | Temptation de Los Angeles (en)               | 27-14                                        | Bliss de Chicago (en)                        |
| Lingerie Bowl VIII | 6 février 2011                               | Temptation de Los Angeles (en)               | 26-25                                        | Passion de Philadelphie (en)                 |
| Lingerie Bowl IX   | 5 février 2012                               | Temptation de Los Angeles (en)               | 28-06                                        | Passion de Philadelphie (en)                 |
| Legends Cup 2013   | 1er septembre 2013                           | Bliss de Chicago (en)                        | 34-18                                        | Passion de Philadelphie (en)                 |
| Legends Cup 2014   | 6 septembre 2014                             | Bliss de Chicago (en)                        | 24–18                                        | Steam d'Atlanta (en)                         |
| Legends Cup 2015   | 23 août 2015                                 | Mist de Seattle (en)                         | 27–21                                        | Bliss de Chicago (en)                        |
| Legends Cup 2016   | 28 août 2016                                 | Bliss de Chicago (en)                        | 31-26                                        | Mist de Seattle (en)                         |
| Legends Cup 2017   | 3 septembre 2017                             | Mist de Seattle (en)                         | 38-28                                        | Steam d'Atlanta (en)                         |
| Legends Cup 2018   | 8 septembre 2018                             | Bliss de Chicago (en)                        | 28-20                                        | Acoustic d'Austin (en)                       |
| Legends Cup 2019   | 7 septembre 2019                             | Mist de Seattle (en)                         | 56-20                                        | Temptation de Los Angeles (en)               |
| Legends Cup 2020   | Annulé à la suite de la pandémie de Covid-19 | Annulé à la suite de la pandémie de Covid-19 | Annulé à la suite de la pandémie de Covid-19 | Annulé à la suite de la pandémie de Covid-19 |
| Legends Cup 2021   | Annulé à la suite de la pandémie de Covid-19 | Annulé à la suite de la pandémie de Covid-19 | Annulé à la suite de la pandémie de Covid-19 | Annulé à la suite de la pandémie de Covid-19 |